# Moderna Tider (tidskrift)
Moderna Tider var en svensk samhälls- och kulturtidskrift, utgiven månatligen. Den grundades 1990 av Göran Rosenberg och ägdes privat av Jan Stenbeck. Tidningen ägnade sig åt analyser av samtidens Sverige och drev opinion inom kultur och politik; från den politiska vänstern beskrevs Moderna Tider som en banerförare för nyliberalism.
Efter en tid övergick ägandet till investmentbolaget Kinnevik. Sedan Rosenberg lämnat tidskriften 1999 övergick ägandet till Kinneviks mediebolag MTG. Tidskriften blev aldrig lönsam men levde kvar mycket på grund av Stenbecks goda vilja. Efter hans död 2002 lades tidningen ned.

## Chefredaktörer
- Göran Rosenberg (1990–1999)[1]
- Susanna Popova (1999–2002)[4]
- Peter Olsson (2002)[4]